# Sławomir Patyra
Sławomir Janusz Patyra (ur. 27 marca 1970) – polski prawnik, dr hab. nauk prawnych.

## Życiorys
W 1994 ukończył studia prawnicze na Wydziale Prawa i Administracji Uniwersytetu Marii Curie-Skłodowskiej, 29 czerwca 2000 obronił pracę doktorską Prawnoustrojowy status Prezesa Rady Ministrów w świetle Konstytucji z 2 kwietnia 1997 roku, 12 grudnia 2012 habilitował się na podstawie pracy. 
Został zatrudniony na stanowisku profesora w Instytucie Administracji i Prawa Publicznego na Wydziale Prawa i Administracji Uniwersytetu Marii Curie-Skłodowskiej, w Katedrze Prawa na Wydziale Nauk Ekonomicznych i Prawnych Uniwersytetu Technologicznego i Humanistycznego im. Kazimierza Pułaskiego w Radomiu oraz na Wydziale Nauk Ekonomicznych i Administracji Wyższej Szkole Biznesu im. Biskupa Jana Chrapka w Radomiu.
Pracuje na stanowisku profesora Instytutu Nauk Prawnych WPiA UMCS i Katedry Teorii i Historii Prawa Wydziału Prawa i Administracji Uniwersytetu Radomskiego im. Kazimierza Pułaskiego.
Jest prodziekanem na WPiA UMCS, a także członkiem zarządu Polskiego Towarzystwa Prawa Konstytucyjnego.
W marcu 2021 został kandydatem na stanowisko Rzecznika Praw Obywatelskich rekomendowanym przez Koalicję Obywatelską i Koalicję Polską. 15 kwietnia 2021 Sejm odrzucił jego kandydaturę („przeciw” zagłosowało 232 posłów, „za” 204, a 16 wstrzymało się od głosu).
W 2024 powołany na członka rady nadzorczej PGE Polska Grupa Energetyczna.